# Gestodene
Gestodene, được bán dưới tên thương hiệu Femodene và Minulet cùng với những loại khác, là một loại thuốc proestin được sử dụng trong thuốc tránh thai cho phụ nữ. Nó cũng được sử dụng trong liệu pháp hormone mãn kinh. Thuốc có sẵn hầu như chỉ kết hợp với estrogen. Nó dùng bằng được đường uống.
Tác dụng phụ của sự kết hợp giữa estrogen và gestodene bao gồm rối loạn kinh nguyệt, đau đầu, buồn nôn, đau vú, thay đổi tâm trạng và các vấn đề khác.    Gestodene là một progestin, hoặc một tổng hợp progestogen, và do đó là một chất chủ vận của thụ thể progesterone, các mục tiêu sinh học của progestogen như progesterone. Nó có hoạt tính androgen yếu, hoạt tính antimineralocorticoid yếu và hoạt động glucocorticoid yếu.
Gestodene được phát hiện vào năm 1975 và được giới thiệu sử dụng trong y tế, đặc biệt là trong thuốc tránh thai, vào năm 1987. Sau đó, nó cũng được giới thiệu để sử dụng trong liệu pháp hormone mãn kinh. Gestodene đôi khi được gọi là proestin "thế hệ thứ ba". Nó được bán trên thị trường trong các loại thuốc tránh thai rộng rãi trên toàn thế giới, trong khi nó chỉ có sẵn để sử dụng trong liệu pháp hormone mãn kinh chỉ một số quốc gia. Gestodene không được chấp thuận tại Hoa Kỳ.

## Sử dụng trong y tế
Gestodene có hoạt động về androgenic trung tính, có nghĩa là thuốc tránh thai có chứa gestodene không có tác dụng phụ androgenic (ví dụ như mụn trứng cá, hirsutism) đôi khi liên quan đến thuốc tránh thai thế hệ thứ hai như thuốc chứa levonorgestrel.
Liều estrogen trong thuốc tránh thai thế hệ thứ ba (bao gồm cả thuốc có chứa chất gây nghiện) thấp hơn so với thuốc tránh thai thế hệ thứ hai, làm giảm khả năng tăng cân, đau vú và đau nửa đầu.
Thuốc tránh thai thế hệ thứ ba cũng thích hợp để sử dụng ở những bệnh nhân mắc bệnh tiểu đường hoặc rối loạn lipid vì chúng có tác động tối thiểu đến mức đường huyết và hồ sơ lipid.
Gestodene cũng có sẵn kết hợp với estradiol để sử dụng trong liệu pháp hormone mãn kinh.

### Các hình thức có sẵn
Các sản phẩm tránh thai có chứa gestodene bao gồm:
- Melodene-15, Mirelle và Minesse chứa 15   μg ethinylestradiol và 60   μg gestodene;
- Meliane, Sunya, Femodette và Millinette 20/75 chứa 20   μg ethinylestradiol và 75   μg gestodene; và
- Gynera, Minulet, Femoden, Femodene, Katya và Millinette 30/75 chứa 30   μg ethinylestradiol và 75   μg gestodene.[19]

## Tác dụng phụ
Phụ nữ sử dụng biện pháp tránh thai đường uống có chứa gestodene có khả năng phát triển huyết khối tĩnh mạch cao gấp 5,6 lần so với những phụ nữ không sử dụng bất kỳ loại thuốc tránh thai nào và có khả năng phát triển huyết khối tĩnh mạch cao gấp 1,6 lần so với phụ nữ dùng thuốc tránh thai đường uống có chứa levonorgestrel.

## Dược lý

### Dược lực học
Gestodene là một progestogen mạnh, và cũng sở hữu yếu androgenic, antimineralocorticoid, và glucocorticoid hoạt động. Do hoạt động với progestogen của nó, nó có antigonadotropic và chức năng antiestrogenic hiệu ứng. Thuốc có ít hoặc không có estrogen và không có hoạt tính chống ung thư.
| Hợp chất | PR        | AR | ER | GR | MR        | SHBG | CBG |
| --- | --------- | -- | -- | -- | --------- | ---- | --- |
| Gestodene | 90 con432 | 85 | 0  | 27 | 97 con290 | 40   | 0   |
| Ghi chú: Giá trị là tỷ lệ phần trăm (%). Các phối tử tham chiếu (100%) là promegstone cho PR, metribolone cho AR, <abbr about="#mwt105" data-mw="{&quot;parts&quot;:[{&quot;template&quot;:{&quot;target&quot;:{&quot;wt&quot;:&quot;abbr&quot;,&quot;href&quot;:&quot;./Template:Abbr&quot;},&quot;params&quot;:{&quot;1&quot;:{&quot;wt&quot;:&quot;E2&quot;},&quot;2&quot;:{&quot;wt&quot;:&quot;estradiol&quot;}},&quot;i&quot;:0}}]}" data-ve-no-generated-contents="true" id="mwyQ" title="estradiol" typeof="mw:Transclusion mw:ExpandedAttrs">E2</abbr> cho ER, DEXA cho GR, aldosterone cho MR, DHT cho SHBG và cortisol cho CBG. Nguồn: |           |    |    |    |           |      |     |

#### Hoạt động sinh sản
Gestodene là một progestogen, và do đó là một chất chủ vận của thụ thể progesterone. Dựa trên liều lượng cần thiết để ức chế sự rụng trứng ở phụ nữ, gestodene mạnh nhất trong số tất cả các proestogen tránh thai uống hiện nay. Liều dùng của gestodene cần thiết để ức chế rụng trứng là 30 hoặc 40   g mỗi ngày. Đây là khoảng 10.000   thấp hơn so với liều progesterone uống cần thiết để ức chế rụng trứng (300   mg / ngày). Một liều lượng củaododene là 75   g / ngày được sử dụng trong các biện pháp tránh thai.

#### Hoạt động androgen
Gestodene có ái lực tương đối cao đối với thụ thể androgen (AR), với hai lần so với levonorgestrel (được biết đến là một trong những dẫn xuất 19-nortestosterone nhiều hơn androgen). Tuy nhiên, tỷ lệ tác dụng proogenogen so với androgenic của gestodene cao hơn rõ rệt so với levonorgestrel và sự gia tăng nồng độ globulin gắn với hormone giới tính (SHBG) (một dấu hiệu của androgen) được sản xuất bởi thuốc tránh thai đường uống có chứa ít hơn so với sản xuất. bằng các biện pháp tránh thai đường uống có chứa desogestrel (được biết đến là một trong những dẫn xuất 19-nortestosterone yếu hơn androgenic). Ngoài ra, không có sự khác biệt về tỷ lệ mụn trứng cá đã được quan sát với các biện pháp tránh thai đường uống có chứa thuốc tránh thai và thuốc tránh thai có chứa desogestrel. Gestodene cũng có thể hoạt động ở một mức độ nào đó như là một chất ức chế 5α-reductase. Được kết hợp với nhau, giống như desogestrel, gestodene dường như có tiềm năng thấp đối với các hiệu ứng androgen.

#### Hoạt động của Glucocorticoid
Gestodene có ái lực tương đối cao đối với thụ thể glucocorticoid, khoảng 27% so với corticosteroid dexamethasone. Nó có hoạt động glucocorticoid yếu.

#### Hoạt tính antimineralocorticoid
Gestodene có ái lực rất cao đối với thụ thể mineralocorticoid (MR), nhưng chỉ có tác dụng antimineralocorticoid tương đối yếu tương đương với progesterone.

#### Các hoạt động khác
Mặc dù gestodene không liên kết với thụ thể estrogen, thuốc có thể có một số hoạt động estrogen và điều này dường như được trung gian bởi các chất chuyển hóa estrogen yếu 3β, 5α-tetrahydrogestodene và ở mức độ thấp hơn 3α, 5α-tetrahydrogodene.
Gestodene liên kết với SHBG với ái lực tương đối cao; nó liên kết 75% với protein trong lưu thông.
Gestodene cho thấy một số sự ức chế của cytochrome P450 enzyme trong ống nghiệm, và có hơn tiềm năng trong hành động này so với progestin khác (IC50 = 5,0 µM). Thuốc cũng cho thấy sự ức chế 5α-reductase trong ống nghiệm (14,5% ở mức 0,1 µM, 45,9% tại 1,0 µM). Giống như với sự ức chế cytochrom P450, gestodene mạnh hơn trong hành động này so với các proestin khác, bao gồm desogestrel và levonorgestrel.

### Dược động học
Sinh khả dụng đường uống của gestodene đã được tìm thấy nằm trong khoảng từ 87 đến 111%, với tỷ lệ trung bình là 96%. Không giống như các proestin thế hệ thứ ba khác như desogestrel và norgestimate, gestodene không phải là một tiền chất. Đỉnh mức Gestodene xảy ra trong vòng 1-4   vài giờ sau khi uống, nhưng thường trong vòng 1 đến 2   giờ  Liên kết protein huyết tương của gestodene là 98%. Nó bị ràng buộc 64% với globulin gắn hormone sinh dục và 34% với albumin, với 2% lưu thông tự do. Gestodene được chuyển hóa ở gan thông qua việc giảm nhóm δ 4 -3- keto để tạo thành các chất chuyển hóa 3,5- tetrahydrogenated (con đường chính) và thông qua quá trình hydroxyl hóa ở các vị trí C1, C6 và C11 (đáng kể). Mặc dù khác với nó chỉ bởi sự hiện diện của một liên kết đôi bổ sung giữa các vị trí C15 và C16, gestodene không được chuyển hóa thành levonorgestrel trong cơ thể. Thời gian bán hủy sinh học của gestodene là 12 đến 15   giờ   Gestodene được loại bỏ 50% trong nước tiểu và 33% trong phân. Của gestodene bài tiết qua nước tiểu, 25% ở dạng liên hợp glucuronide, 35% dưới dạng liên hợp sulfat và 25% không liên hợp.

## Hóa học
Gestodene, còn được gọi là 17α-ethynyl-18-methyl-19-nor- 15 -testosterone, cũng như 17α-ethynyl-18-methylestra-4,15-dien-17β-ol-3-one hoặc 13β-ethyl -18,19-dinor-17α-pregna-4,15-dien-20-yn-17β-ol-3-one, là một steroid estrane tổng hợp và là một dẫn xuất của testosterone. Nó đặc biệt hơn là một dẫn xuất của norethisterone (17α-ethynyl-19-nortestosterone) và là thành viên của phân nhóm gonane (18-methylestrane) thuộc họ proestin 19-nortestosterone. Gestodene gần giống với levonorgestrel về cấu trúc hóa học, chỉ khác nhau ở việc có thêm một liên kết đôi giữa các vị trí C15 và C16, và vì lý do này còn được gọi là δ 15 -norgestrel hoặc là 15-dehydronorgestrel.

## Lịch sử
Gestodene được tổng hợp lần đầu tiên vào năm 1975. Nó được giới thiệu cho sử dụng y tế, đặc biệt kết hợp với ethinylestradiol như một biện pháp tránh thai đường uống kết hợp, vào năm 1987. Thuốc được giới thiệu để sử dụng trong liệu pháp hormone mãn kinh kết hợp với estradiol ở một số quốc gia như ở châu Âu và châu Mỹ Latinh những năm sau đó.

## Xã hội và văn hoá

### Tên chung
Gestodene là tên gốc của thuốc và INN, USAN, BAN và DCF. Nó cũng được biết đến với tên mã phát triển SHB-331.

### Tên thương hiệu
Gestodene được bán trên thị trường như một biện pháp tránh thai kết hợp với ethinylestradiol dưới nhiều tên thương hiệu bao gồm Femoden, Femodene, Femodette, Gynera, Harmonet, Lindynette, Logest, Meliane, Millinette, Minesse, Minulet  Nó được bán trên thị trường để sử dụng trong liệu pháp hormon mãn kinh kết hợp với estradiol dưới tên thương hiệu Avaden, Avadene và Convaden.

### Khả dụng
Gestodene được bán ở Anh, Ireland, các nơi khác trên khắp Châu Âu, Nam Phi, Úc, Châu Mỹ Latinh, Châu Á và các nơi khác trên thế giới. Nó không được liệt kê là được bán trên thị trường ở Hoa Kỳ, Canada, New Zealand, Nhật Bản, Hàn Quốc, Ấn Độ hoặc một số quốc gia khác. Gestodene được bán trên thị trường để sử dụng đặc biệt trong liệu pháp hormone mãn kinh chỉ ở một số quốc gia, bao gồm Colombia, Ecuador, México, Peru và Bồ Đào Nha.